# ویوی، شرفلیکچیسر
ویوی، شرفلیکچیسر (به لاتین: Vayvay, Şereflikoçhisar) یک زیستگاه انسانی در ترکیه است که در شرفلی قوچ‌حصار واقع شده‌است.